# Songs of Friendship and Magic
Songs of Friendship and Magic è un album pubblicato da Hasbro Studios che raccoglie alcuni brani di My Little Pony - L'amicizia è magica.

## Il disco
L'album è stato pubblicato il 2 dicembre 2013 su iTunes e Google Play. La tracklist contiene brani precedentemente apparsi nel corso delle prime due stagioni della serie animata. Il booklet digitale che accompagna l'album contiene un commento del compositore Daniel Ingram e una mappa di Equestria, oltre che alcuni errori nella lista dei testi: esso infatti accredita, al posto del testo di B.B.B.F.F., quello di This Day Aria, Part 1, mentre al posto di quest'ultimo quello di This Day Aria, Part 2 (brano non presente nell'album).
La versione italiana dell'album è uscita solo nel luglio del 2016.

## Tracce

### Originali
CD1
Edizioni musicali Hasbro Studios.
1. At the Gala – 3:21 (testo: Keating Rogers – musica: Ingram, Andrews (orchestrazione))
2. Becoming Popular – 1:54 (testo: McCarthy, Ingram – musica: Ingram, Andrews (orchestrazione))
3. Smile Song – 3:26 (testo: Keating Rogers – musica: Ingram, Andrews (orchestrazione))
4. Art of the Dress – 1:48 (testo: Fullerton – musica: Ingram)
5. May the Best Pet Win – 3:42 (testo: Fullerton, Rubio – musica: Ingram, Andrews (orchestrazione))
6. The Flim Flam Cider Song – 3:54 (testo: Ingram, Larson – musica: Ingram, Andrews (orchestrazione))
7. The Laughter Song – 1:14 (testo: Faust – musica: Ingram)
8. Winter Wrap Up – 3:24 (testo: Morrow – musica: Ingram, Andrews (orchestrazione))
9. B.B.B.F.F. – 1:42 (testo: McCarthy – musica: Ingram, Andrews (orchestrazione))
10. This Day Aria – 2:16 (testo: Ingram, McCarthy – musica: Ingram, Andrews (orchestrazione))
11. Love Is In Bloom – 1:52 (testo: McCarthy – musica: Ingram, Badiuk, Ryan)

Durata totale: 28:33

### Italiane
CD1
Edizioni musicali Hasbro Studios.
1. Gran galà – 3:21 (testo: Martino – musica: Ingram, Andrews (orchestrazione))
2. Diventare una Vip – 1:54 (testo: Della Pasqua – musica: Ingram, Andrews (orchestrazione))
3. Sorridi – 3:26 (testo: Della Pasqua – musica: Ingram, Andrews (orchestrazione))
4. L'arte del buon cucir – 1:48 (testo: Martino – musica: Ingram)
5. Il tuo cucciolo tu troverai – 3:42 (testo: Della Pasqua – musica: Ingram, Andrews (orchestrazione))
6. I fratelli Flim Flam – 3:54 (testo: Della Pasqua – musica: Ingram, Andrews (orchestrazione))
7. Affronta le tue paure – 1:14 (testo: Martino – musica: Ingram)
8. Basta inverno – 3:24 (testo: Martino – musica: Ingram, Andrews (orchestrazione))
9. F.A.P.S. – 1:42 (testo: Della Pasqua – musica: Ingram, Andrews (orchestrazione))
10. Un giorno perfetto – 2:16 (testo: Della Pasqua – musica: Ingram, Andrews (orchestrazione))
11. L'amore è (seconda versione) – 1:52 (testo: Della Pasqua – musica: Ingram, Badiuk, Ryan)

Durata totale: 28:33

## Interpreti
| #  | Originali                                                                       | Italiani                                                                                |
| -- | ------------------------------------------------------------------------------- | --------------------------------------------------------------------------------------- |
| 1  | Rebecca Shoichet, Ashleigh Ball, Andrea Libman, Shannon Chan-Kent, Kazumi Evans | Emanuela Pacotto, Renata Bertolas, Vera Calacoci, Marisa Della Pasqua, Greta Bortolotti |
| 2  | Kazumi Evans                                                                    | Greta Bortolotti                                                                        |
| 3  | Shannon Chan-Kent, Andrea Libman                                                | Vera Calacoci, Donatella Fanfani                                                        |
| 4  | Kazumi Evans                                                                    | Greta Bortolotti                                                                        |
| 5  | Andrea Libman, Ashleigh Ball                                                    | Vera Calacoci, Marisa Della Pasqua                                                      |
| 6  | Samuel Vincent, Scott McNeill, Tabitha St. Germain                              | Simone D'Andrea, Fabio Ingrosso, Artista ignoto                                         |
| 7  | Shannon Chan-Kent                                                               | Vera Calacoci                                                                           |
| 8  | Ashleigh Ball, Shannon Chan-Kent, Kazumi Evans, Rebecca Shoichet                | Renata Bertolas, Vera Calacoci, Greta Bortolotti, Emanuela Pacotto                      |
| 9  | Rebecca Shoichet                                                                | Emanuela Pacotto                                                                        |
| 10 | Britt McKillip                                                                  | Marisa Della Pasqua                                                                     |
| 11 | Rebecca Shoichet                                                                | Artista ignoto                                                                          |